# Hradište pod Vrátnom
Hradište pod Vrátnom es un municipio del distrito de Senica en la región de Trnava, Eslovaquia, con una población estimada a final del año 2024 de 665 habitantes.
Se encuentra ubicado al norte de la región, en los pequeños Cárpatos y cerca del río Váh (cuenca hidrográfica del Danubio) y de la frontera con la República Checa.

## Demografía
| Año        | 1994 | 2004    | 2014    | 2024    |
| ---------- | ---- | ------- | ------- | ------- |
| Población  | 692  | 701     | 659     | 665     |
| Diferencia |      | +1,30 % | −5,99 % | +0,91 % |

| Año        | 2023 | 2024    |
| ---------- | ---- | ------- |
| Población  | 661  | 665     |
| Diferencia |      | +0,60 % |